# La Sal
La Sal – jednostka osadnicza w Stanach Zjednoczonych, w stanie Utah, w hrabstwie San Juan.